# Central Park West (Manhattan)
Central Park West es una avenida de Manhattan, en Nueva York, que, como su nombre indica está situada a lo largo de Central Park, pero que sirve también de frontera del Upper West Side. La avenida se extiende sobre 81 cuadras, entre el Columbus Circle a nivel de la calle 59, y el Frederick Douglass Circle a nivel de la calle 110, es decir precisamente a lo largo de Central Park. Central Park West está rodeado de numerosos edificios de indudable interés arquitectónico que lo hacen un barrio muy visitado por los turistas, y que explica también el elevado precio de los inmuebles de la zona. Entre los edificios más célebres situados a lo largo de Central Park, se encuentran el Dakota Building, los San Remo Apartments, o el célebre The Majestic.
Central Park West también es el nombre de una serie de televisión de los años 90, así como el título de una célebre balada de John Coltrane.